# Crosville-sur-Douve
Crosville-sur-Douve ist eine französische Gemeinde mit 62 Einwohnern (Stand: 1. Januar 2022) im Département Manche in der Region Normandie. Sie gehört zum Arrondissement Cherbourg und zum Kanton Bricquebec-en-Cotentin. 
Sie legt auf der Halbinsel Cotentin. Nachbargemeinden sind La Bonneville im Norden und im Osten, Varenguebec im Süden und Rauville-la-Place im Westen.

## Bevölkerungsentwicklung
| Jahr      | 1962 | 1968 | 1975 | 1982 | 1990 | 1999 | 2008 | 2018 |
| --------- | ---- | ---- | ---- | ---- | ---- | ---- | ---- | ---- |
| Einwohner | 89   | 95   | 77   | 67   | 48   | 58   | 65   | 64   |

## Sehenswürdigkeiten
- Schloss von Crosville-sur-Douve, Monument historique seit 2000
- Kirche Saint-Gervais et Saint-Protais

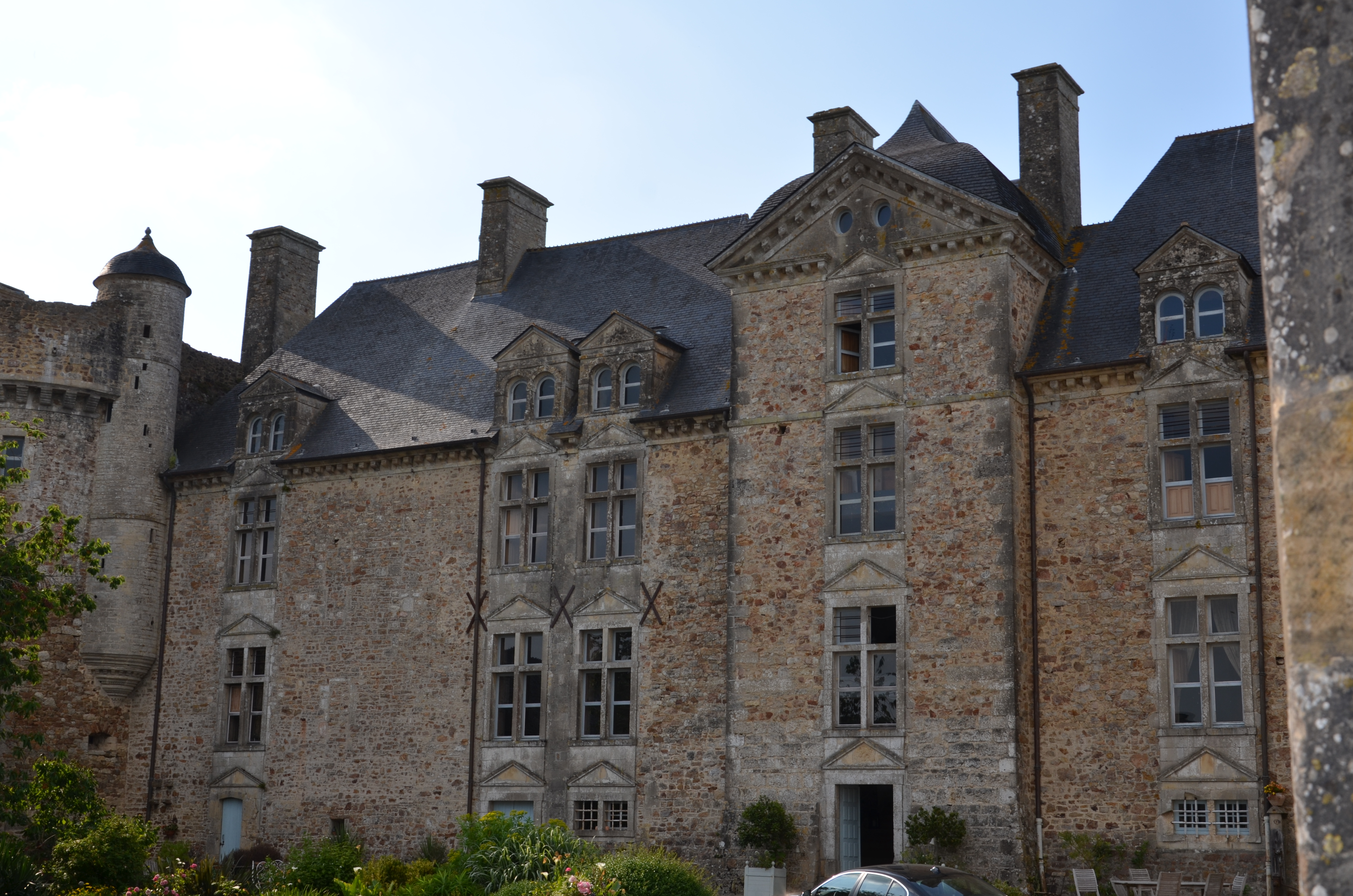
Schloss von Crosville-sur-Douve
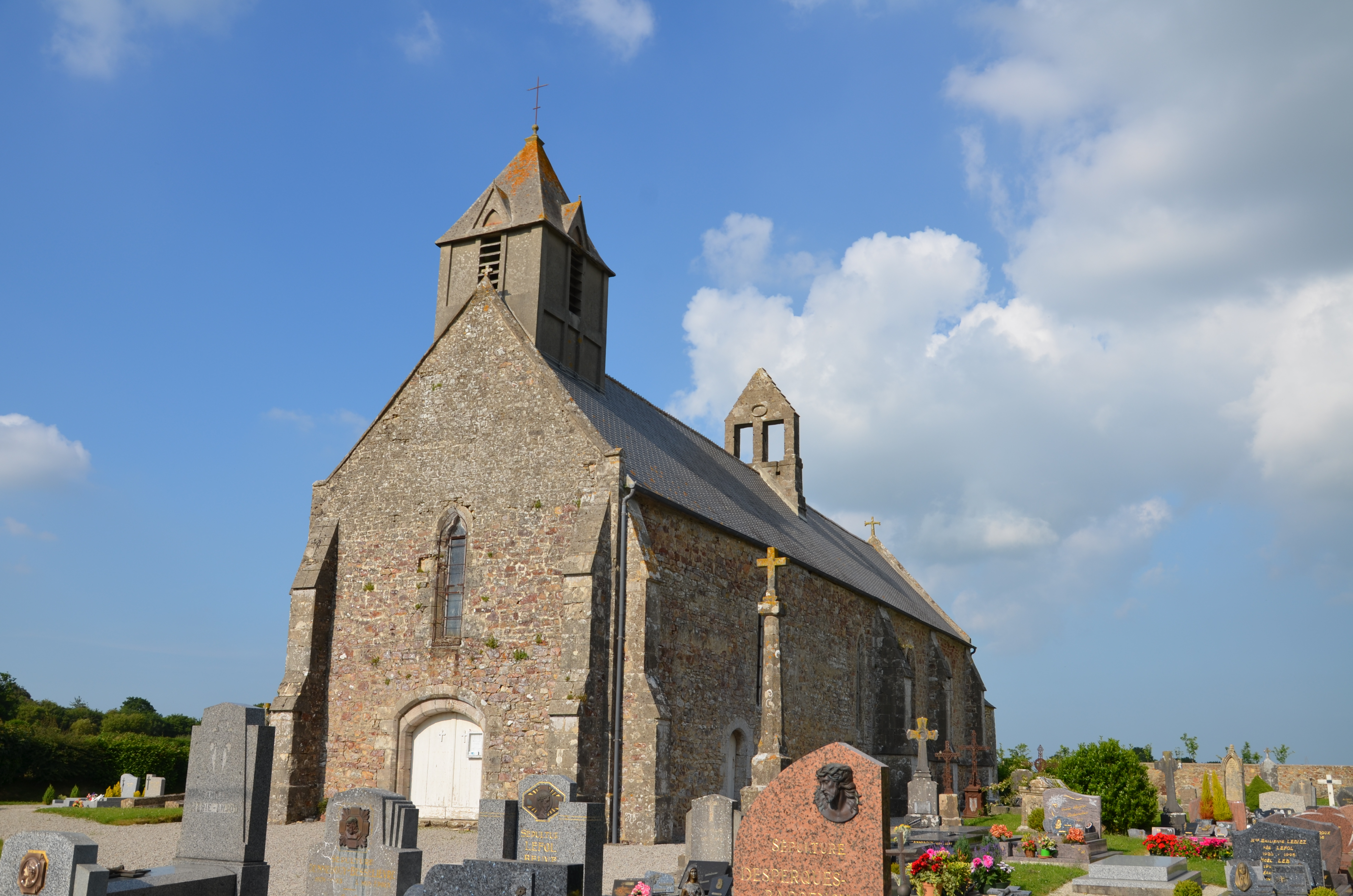
Kirche Saint-Gervais et Saint-Protais